# Mohamed Samir
Mohamed Samir (tiếng Ả Rập: محمد سمير) (sinh ngày on 5 tháng 11 năm 1987) là một hậu vệ bóng đá người Ai Cập hiện tại thi đấu cho Al-Ittihad Al-Sakndary.

## Sự nghiệp câu lạc bộ
Mohamed Samir ra mắt cho Al Ahly trước Enppi ở mùa giải 2007-08, và anh bị đuổi khỏi sân. Samir một trong số ít những cầu thủ trẻ thi đấu dưới thời Manuel Jose. Samir ghi bàn thắng đầu tiên cho Al Ahly từ chấm phạt đền trong trận đấu trước mùa giải với Wydad Casablanca của Maroc khi mà Al Ahly thắng 2-0. Anh có bàn thắng thứ hai vào lưới Ittihad El Shorta cũng từ chấm phạt đền, khi Al Ahly thắng 4-2.